# La Source de Léri
La Source de Léri est un tableau réalisé par le peintre français Gustave Courbet en 1863. Cette huile sur toile est une peinture de paysage qui représente une fontaine à deux bassins qui se trouve à Chassagne-Saint-Denis dans le Doubs.
On a longtemps cru que ce tableau représentait un lieu situé à proximité de Fouras dans le Sud-Ouest avant que l'ancien maire de Chassagne-Saint-Denis découvre l'erreur et la fasse corriger.
Les photographies ci-dessous montrent que Gustave Courbet a réalisé une vue fidèle de la fontaine en réarrangeant le paysage en volumes clairs et simples.

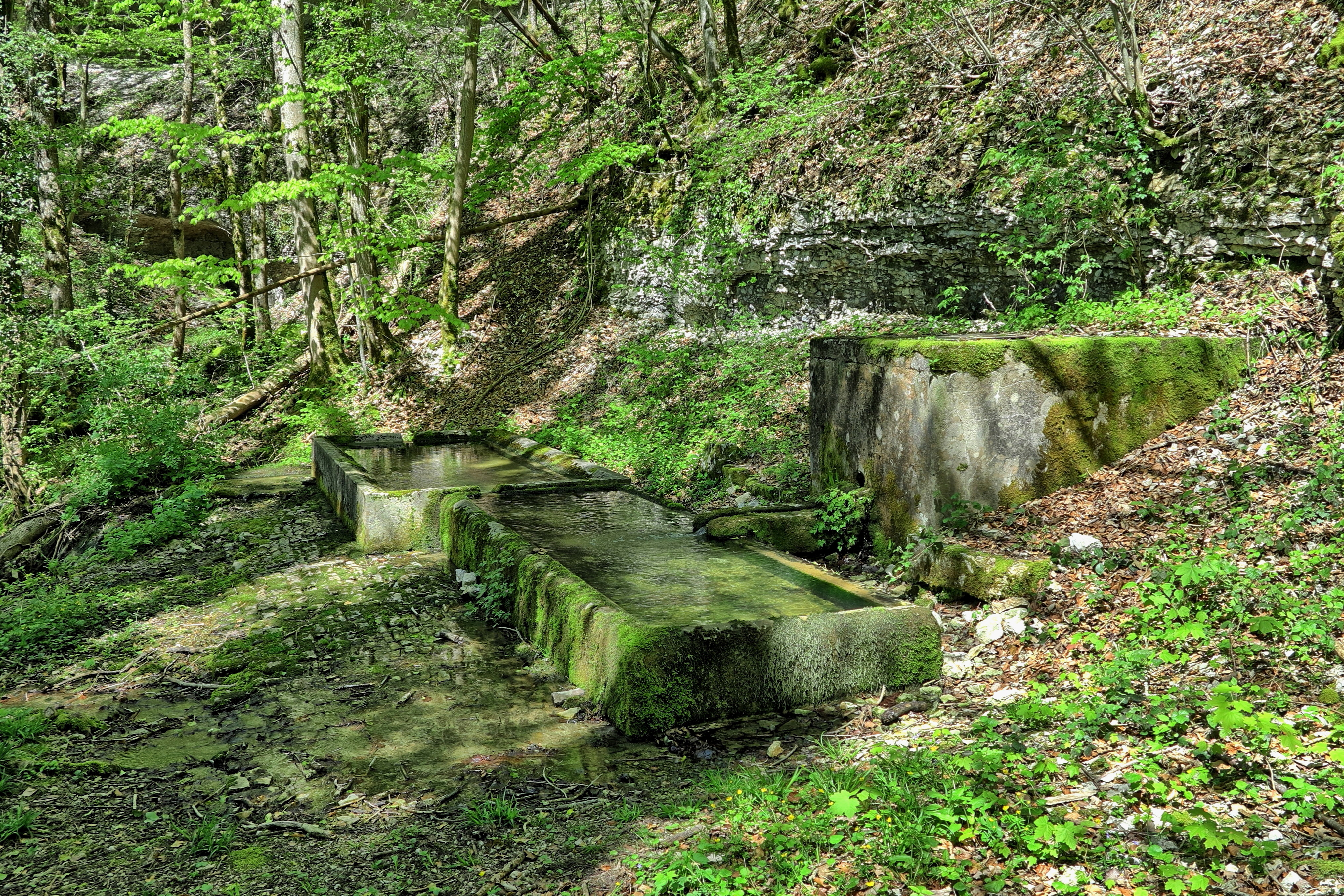
Vue amont.
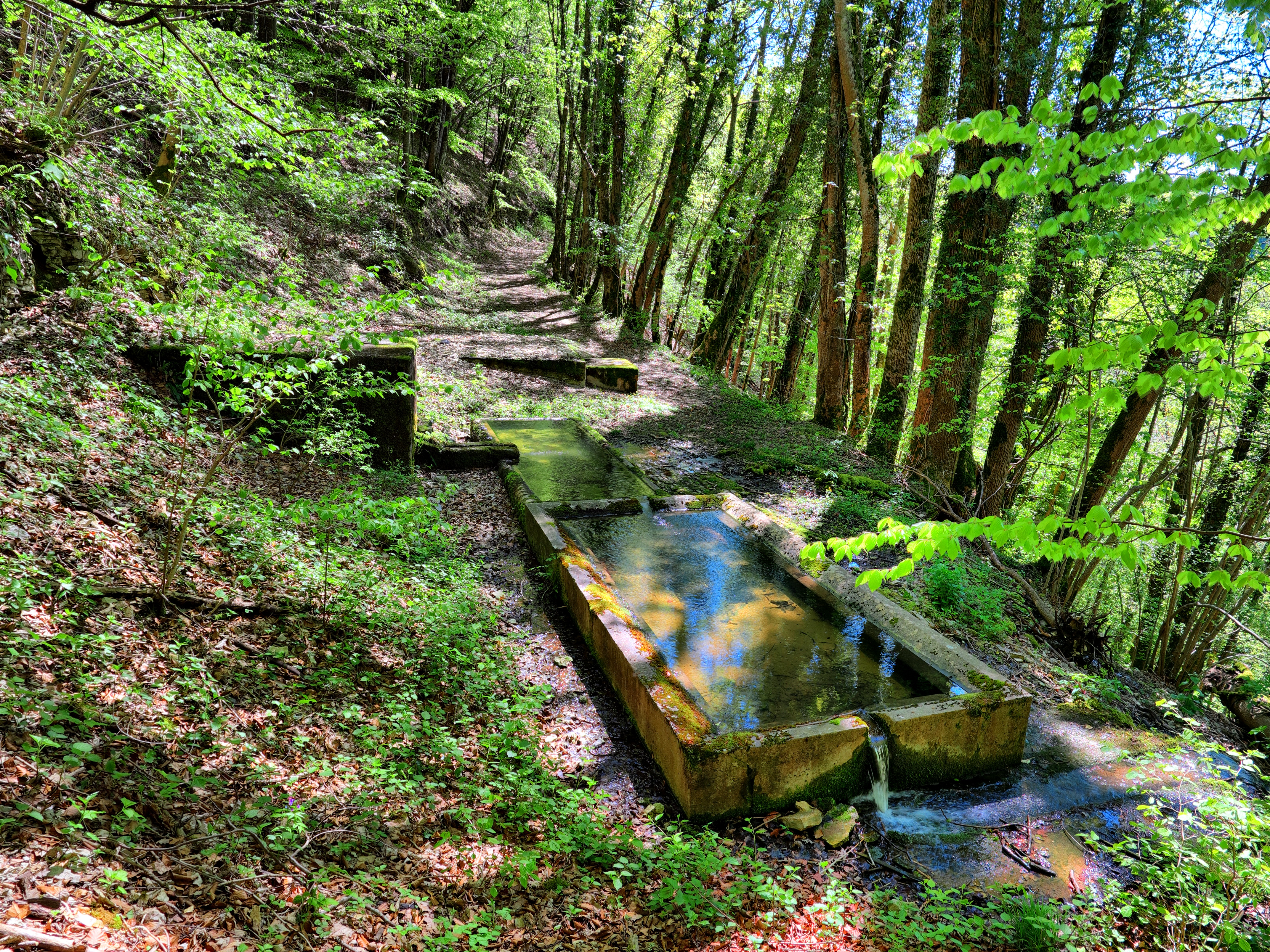
Vue aval.

Ce tableau est exposé depuis 1948 à la galerie nationale hongroise à Budapest.